# Mino De Rossi
Mino De Rossi (Arquata Scrivia, 21 maggio 1931 – Quinto al Mare, 7 gennaio 2022) è stato un ciclista su strada e pistard italiano.
Tra i dilettanti fu campione del mondo di inseguimento individuale nel 1951 e campione olimpico nell'inseguimento a squadre ai Giochi di Helsinki 1952 in quartetto con Loris Campana, Guido Messina e Marino Morettini. Fu poi professionista dall'ottobre 1952 al 1967, gareggiando sia su strada che su pista; tra i risultati principali spiccano il terzo posto al Giro di Lombardia 1954 e due successi in Sei giorni.

## Palmarès

### Pista
- 1951 (Dilettanti)

Campionati italiani, Inseguimento individuale Dilettanti
Campionati del mondo, Inseguimento individuale Dilettanti
- 1952 (Dilettanti)

Campionati italiani, Inseguimento individuale Dilettanti
Giochi olimpici, Inseguimento a squadre
- 1959

Sei giorni di Buenos Aires (con Jorge Batiz)
- 1963

Sei giorni di Montréal (con Ferdinando Terruzzi)

### Strada
- 1952 (Dilettanti)

Coppa Caldirola

## Piazzamenti

### Grandi giri
- Giro d'Italia

1956: ritirato

### Classiche
- Milano-Sanremo

1953: 50º
1954: 13º
1955: 97º
1956: 56º
Parigi-Roubaix
1956: 46º
Giro di Lombardia
1953: 10º
1954: 3º
1955: 11º
1956: 38º

### Competizioni mondiali
- Campionati del mondo

Milano 1951 - Inseguimento individuale Dil.: vincitore
Parigi 1952 - Inseguimento individuale Dil.: 2º
Amsterdam 1959 - Inseguimento individuale Prof.: 6º
- Giochi olimpici

Helsinki 1952 - Inseguimento a squadre: vincitore